# Pointe Alden

La pointe Alden, en Antarctique oriental, est un promontoire rocheux englacé en bordure de la mer Dumont-d'Urville (océan Austral). 

## Géographie
Cette pointe marque l'entrée occidentale de la baie du Commonwealth, et — à un peu plus d’un kilomètre près — la limite entre la terre Adélie et la côte de George V (Territoire antarctique australien), située par 142° de longitude est.

## Histoire
Ce cap a été découvert le 30 janvier 1840 par l'expédition Wilkes sous le commandement du Lt. Charles Wilkes, et nommé par lui en l'honneur du Lt. James Alden, commandant du Vincennes, le vaisseau amiral de l'expédition.